# 聖詹姆斯鎮區 (明尼蘇達州沃通旺縣)
聖詹姆斯鎮區（英語：St. James Township）是位於美國明尼蘇達州沃通旺縣的一個行政鎮區。

## 地方資料
聖詹姆斯鎮區的面積為87.62平方千米，當中陸地面積為86.68平方千米，而水域面積為0.94平方千米。根據2020年美國人口普查的數據，當地共有人口248人，而人口密度為每平方千米2.83人。